# 新しい女

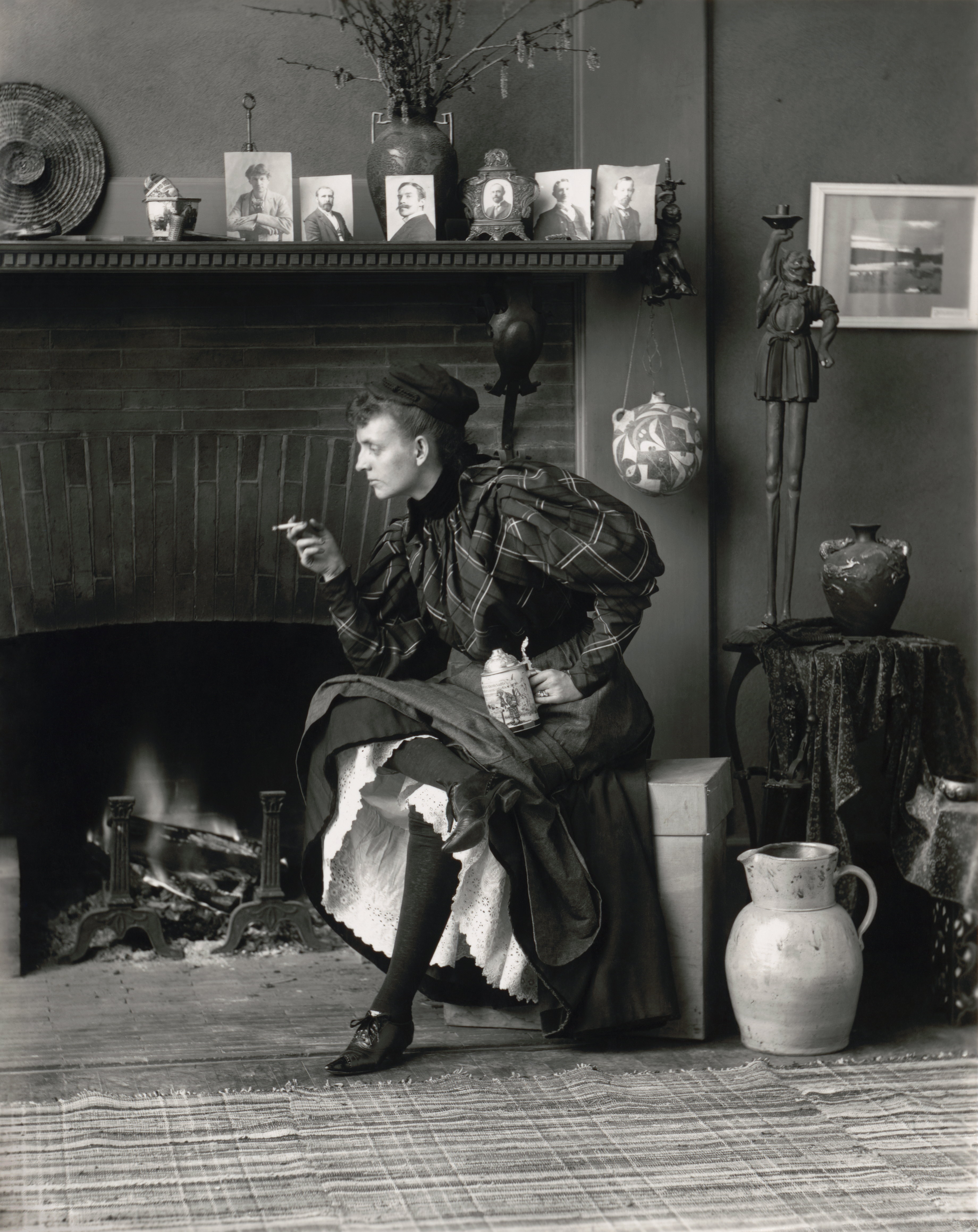
1896年のフランシス・ベンジャミン・ジョンストンの（「新しい女」としての）セルフポートレイト。ペチコート姿の彼女の左手にはビアスタイン（ビールジョッキ）が握られている。

新しい女(New Woman)は、19世紀後半に登場したフェミニストの理想を体現した女性たちであり、20世紀にいたってもフェミニズムの思想と運動に深い影響を及ぼし続けた。この「新しい女」という言葉は、作家のチャールズ・リードが自分の小説「女嫌い」(A Woman Hater)のために造った言葉である。彼の小説は、1877年にブラックウッズ・マガジンに連載されたのち3巻本で出版された。この文脈において特に関心を持たれたのは2巻の14章と15章で、女性の平等な扱いに賛成の論を唱えており、この断章が19世紀後半の女性解放運動そのものの火付け役となったことは明らかである。
1894年にアイルランドの作家サラ・グランドが書いた有名な論文の中にも、ラディカルな変化を求める自立した女性に言及して「新しい女」という言葉が使われており、それに応えてイギリスの作家ウィーダが書いた、グランドを支持する文章の題名にもこの言葉が使われた。「新しい女」という言葉をさらに有名にしたのがアメリカ生まれのイギリスの小説家ヘンリー・ジェイムズである。ヨーロッパとアメリカに急速に増えつつあった、教育を受け職業的にも自立した女性やフェミニストを形容するために彼はこの言葉を使ったのだった。自立していること自体はこの言葉が表す思想の一端にすぎない。その「新しさ」には振る舞いや服装といった身体的な変化も含まれており、例えば自転車に乗ることのように、女性がより広く活発に世界と関わることを可能にする行動も関わっているのである。
男性が支配的な社会に引かれたや限界を越えようとする新しい女性像は、ノルウェーの劇作家ヘンリク・イプセン（1828年-1906年)の戯曲によく描かれている。

## 社会的役割の変化

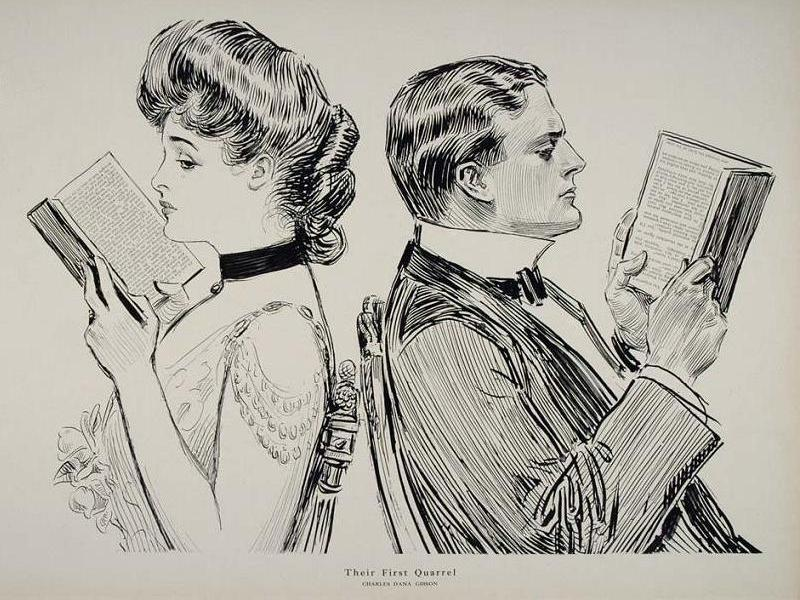
チャールズ・ダナ・ギブソンが1914年に描いた『初めてのけんか』(Their First Quarrel) 。女性とその婚約者が、本を読むふりをしながらお互いに背中を向けている。彼の名にちなんだギブソン・ガールは、「新しい女」をより華やかにしたような存在であった。

小説家のヘンリー・ジェイムズは、「新しい女性」という言葉を世に広めた作家の1人であり、彼の小説に登場する女性からもそのありようが読み取れる。例えば『デイジー・ミラー』（1878年連載）の題にもなっている女性や『ある婦人の肖像』（1880年-1881年連載）のイザベル・アーチャーである。歴史家のルース・ボーディンはこの言葉を次のように説明している。 
〔ヘンリー・ジェイムズが〕目指していたのは、ヨーロッパで暮らすアメリカ人の国籍離脱者を特徴づけることだ。裕福で多感な女性が、その独立心にも表れるように豊かであるにもかかわらず、あるいはそれゆえに、気ままな行動をすることに慣れきっている。新しい女という言葉は、自分の人生を私生活だけでなく社会的あるいは経済的な意味でも自分が思った通りにしたい女性を表わすものなのだ
『現代女性の物語』(The Story of a Modern Woman)を書いたイギリス人の小説家エラ・ヘプワース・ディクソンも、「新しい女」とあだ名されている。

### 高等教育と専門教育
新しい女は社会や職場の一員として以前よりも活発な人生を送っていたものの、文学や演劇などの芸術に関する媒体においては、家庭であったり私的な領域において自立性を発揮する人物として描かれることがほとんどだった。新しい女に非常に大きな影響を与えたのは、女性が参政権を得るために19世紀に起こったサフラジェットの運動である。西欧諸国で都会化と工業化が進むにしたがって、女性が教育と雇用を受ける機会は増えていった。ピンクカラーの仕事は、商売や工場などの世界で女性が働くための足掛かりであった。1870年に、アメリカにおいて農業以外の産業に従事する女性の割合はわずかに6.4パーセントだったが、1910年になるとこの数字が10パーセントに上昇し、1920年には13.3パーセントになった。

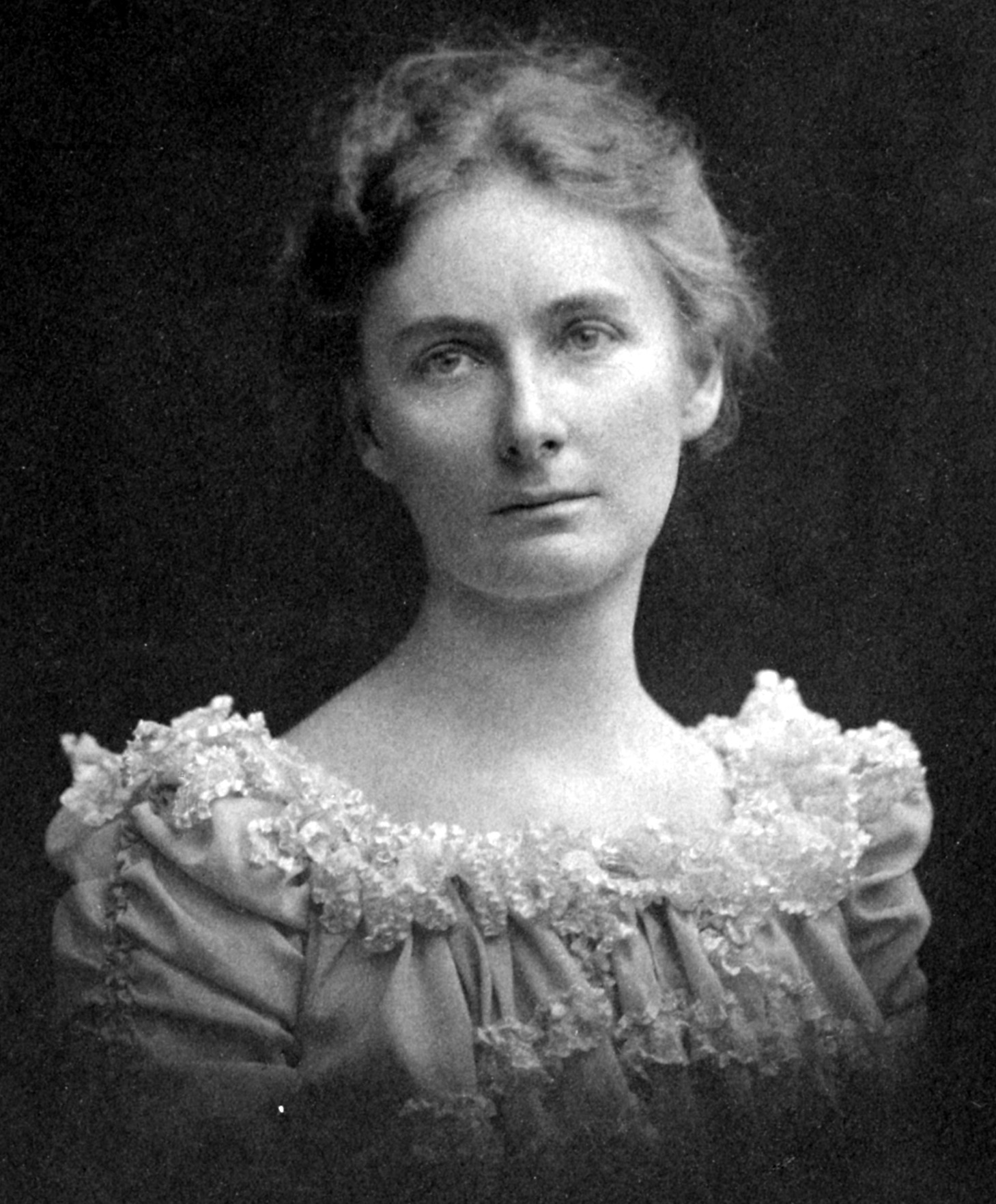
地質学者のフローレンス・バスカム。ジョンズ・ホプキンス大学から博士号 (Ph.D.) を取得した最初の女性で、アメリカの「新しい女」の代表例。

大学に通うことができる女性も増えていた。中には専門教育を受けて、法律家や医者、ジャーナリスト、教授になる女性もでてきたが、それはたいていセブン・シスターズのような名門女子大学で教育を受けた人々だった。20世紀に入るとアメリカにおける新しい女は、中等教育修了後にも教育を受ける人が多くなっていった。マウント・ホリヨーク大学では1837年の開学以来女性を指導者にしていたが、ウェルズリー大学でも1881年にアリス・フリーマン・パーマーが初の女性の学長となった。

### 性の自律と社会規範

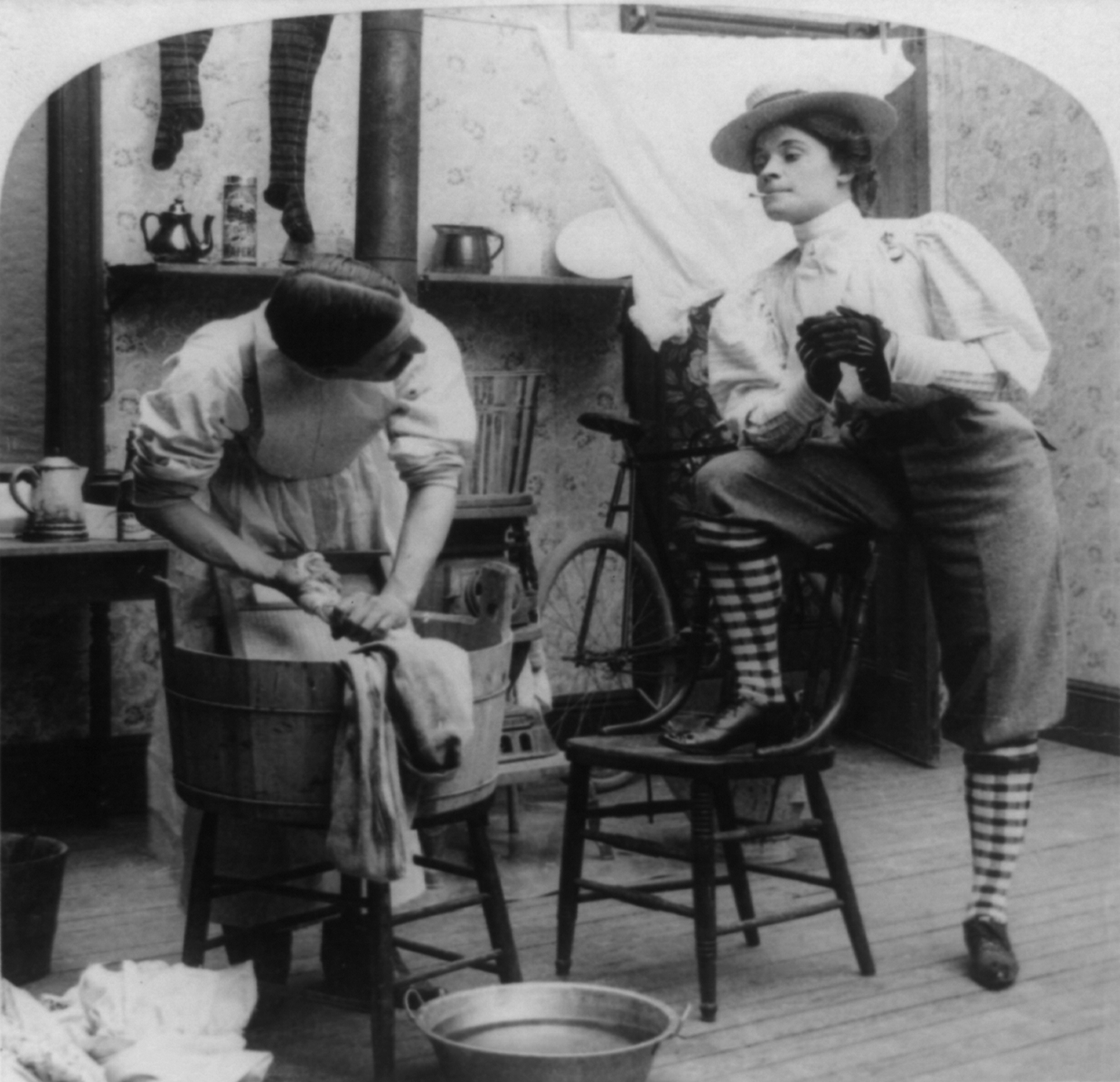
「新しい女、洗濯の日」と題された風刺写真。ニッカボッカーズとニーソックス（どちらも男性的な服装）をはいた「新しい女」がたらいと板で洗濯をする男を監督している（1901年）

19世紀に、男性に頼らず自立することは女性にとっての究極の目標だった。当時の女性が夫や男性の近親者、公共機関や慈善団体に法的、経済的に依存していることは、歴史を紐解くまでもなく自明のことである。19世紀後半に女性にも教育や職に就くチャンスが訪れ、所有権などの新しい法律上の権利も生まれたということは（参政権はなかったが）、女性が男性のパートナーを自由に選べる新しい立場に置かれたことを意味していた。新しい女は、その性の自律を非常に重視していたが、女性の放埓をそのわずかな兆候させ見逃さず声高に反対の声を上げる社会においては、それを実践に移すことは容易なことではなかった。ヴィクトリア朝時代の女性にとって、結婚相手以外との性行為はすべて不道徳なものとみなされた。19世紀の後半には離婚のための法律も変わり、新しい女はその経済的独立性をまったく損なうことなく離婚をすることができた。そして離婚した女性がその後に再婚することもよくあった。しかし法律を駆使して社会的な面目を保つことが不道徳的であると考える人は多く、新しい女が進む道は平坦ではなかった。 
メアリー・ヒートン・ヴォースは自らの妥協についてこういう言い方をしている。「私生活では、結婚したら立派になったといわれないように、ただひたすら頑張っています」
しかしヘンリー・ジェイムズの小説では、自由な女性が自らの知性や性的な自律の恩恵を受けつつも、最後には自分がした選択の報いを受けるということも確かである。
新しい女という潮流が生まれるなかで、その信奉者には、女性の集団において交際するなかでレズビアンとして関係性をもつ自由もあることに気づく女性もいた。「異性愛者との交際においては男性優位になりがちであるが、他の女性を愛することは選べばそれから逃れられる」というわけである。他方では、経済的な自立がすなわちパートナーを選ぶとき保護者の側になる責任を意味しないという場合もあり、女性たちはこの意味でも新たな自由を享受したのであった。

### 階級格差
新しい女の出現は、特権的な上流階級に連なる女性は高等教育と雇用を受けるべきだという社会規範が強くなった結果でもあった。20世紀の変わり目においても大学教育それ自体は男性にとって裕福さの証であり、この時代に中等教育終了後にも教育を受ける人はアメリカでは10パーセント未満に留まっていた。
大学に通う女性はたいてい白人の中流階級に属していた。そのため、労働者階級や有色人種、移民は、この新しいフェミニストの理想像を体現することなく置き去りにされていた。こうした周縁的なコミュニティに属する女性作家によって、性別に関して新たに生まれた自由を享受する新しい女は、人種やエスニシティ、階級の犠牲の上に成り立っていると批判されている。新しい女の独立性を認め、また尊重はすべきだが、進歩的な時代の新しい女になる基準をクリアできるのは、ほぼ白人の中流階級の女性だけだったという問題を無視すべきではないということである。

## 文学
イギリス社会における女性の可能性の広さについて議論をおこなっている文学作品を遡ると、最も古い例としてマライア・エッジワースの『ベリンダ』(1801年)とエリザベス・バレット・ブラウニングの『オーロラ・リー』(1856年）が見つかる。この作品では、伝統的な結婚と女性が自立した芸術家にることの可能性の間でゆれる女性の苦しみが描かれている。演劇においては、19世紀後半にイプセンの『人形の家』（1879年）と『ヘッダ・ガーブレル』（1890年）、ヘンリー・アーサー・ジョーンズの『敬虔なスーザンの場合』(The Case of Rebellious Susan、1894年）、ジョージ・バーナード・ショーの『ウォレン夫人の職業』（1893年）と『カンディダ』（1898年）などの戯曲に「新しい女」がみつかる。特にイプセンについては、マックス・ビアボームの「新しい女は武器をとった成人の姿でイプセンの頭から生まれてきた」（アテナの誕生になぞらえている）という冗談もあるほどである。
ブラム・ストーカーの『吸血鬼ドラキュラ』には、新しい女に関する言及がそこかしこに見つかる。2人の女性の登場人物が、女性の役割の変化と特に新しい女について議論を戦わせているからである。ミナ・ハーカーはタイピングや演繹的な推論を駆使する、何人もの「新しい女」を体現したキャラクターで、年上の男性たちを楽しませる。ルースー・ウェンステラは、新しい女は一度に複数の男性と結婚できるかと尋ねて、友人のミナを驚かせている。フェミニストは、この『ドラキュラ』の中心的テーマは女性の問いと性に関する男性の不安感だと分析している。
小説を書いた「新しい女」の作家には、オリーブ・シュライナー、アニー・ソフィー・コーリー、サラ・グランド、モナ・ケアード、ジョージ・エガートン、エラ・ダルシー、エラ・ヘプワース・ディクソンなどがいる。「新しい女」の代表的な作品としては、コーリーの『アンナ・ロンバード』（1901年）、ディクソンの『現代女性の物語』、H.G.ウェルズの『アン・ヴェロニカの冒険』などがある。
ケイト・ショパンの『目覚め(The Awakening)』（1899年）や、特にフローベールの『ボヴァリー夫人』（1856年）の物語の背景には、言及する必要がある。どちらの作品も、性的な戯れを通じて、自立と自己実現を果たそうする女性の探求が失敗する様子を描いている。
1920年代の、ファッションを優先的に考え、パーティに出かけることを楽しむフラッパーの出現は、新しい女という時代の終わりを示している（現代では第一波フェミニズムとしても知られている）。

## 美術

チャールズ・ダナ・ギブソンの『晩餐が遅れた理由』（1912年）

女性にとっても芸術はプロフェッショナルな職業として成立するようになり、自分たちの美術クラブをつくることもあった。女性の美術作品は二流品と考えられており、こうしたステレオタイプを打破するために、女性は作品を宣伝するときに「自信を持ち、声を大にして言う」ようになった。そして、それもまた教育を受け、現代的でより自由な「新しい女」のイメージの一部になっていくのだった。
19世紀後半のチャールズ・ダナ・ギブソンが『晩餐が遅れた理由』(The Reason Dinner was Late)に描いた「新しい女」は、家を訪れた警官の姿を描く女性であり、ギブソンは「画家にあこがれる若い女性の方を同情的に描いている」。
「代表的な人物を描き、また自らの生涯を通じてこの新たに出現した新しい女の手本となることで、新しい女の表現に決定的な役割を果たした」女性の画家たちがいる。アメリカでは1885年から1905年にかけて出版された11,000部の雑誌などの定期刊行物は、購読者のおよそ88パーセントが女性であった。美術界に女性が参入したことで、出版社も女性の目線で現実を切り取った挿絵を描かせるために女性を雇うようになった。挿絵画家として成功したのは、例えばジェニー・オーガスタ・ブランズクーム、ジェシー・ウィルコックス・スミス、ローズ・オニール、エリザベス・シッペン・グリーン、バイオレット・オークリーたちである。
19世紀には教育を受け、画家として成功した女性が何人も現れたが、それ以前には稀なことであった。その数少ない例外が、アンゲリカ・カウフマン（1741年-1807年）とエリザベート＝ルイーズ・ヴィジェ＝ルブラン（1755年-1842年）の2人である。新しく登場した女性の画家たちは、例えば花を受動的で、装飾的かつ純潔なものとして描き、女性性を表現する男性作家とは異なる視点を絵画制作にもたらした。彼女たちは女性性という固定的な観念に挑戦し、花に囲まれた女性画というジャンルをつくった。そのジャンルにおいては「花の咲き誇る庭園に1人または複数の女性が配置され、構成、色彩、質感、形式を操ることで、女性は可能なかぎり花そのもののように描かれた」。しかし、そこで女性性が意味するものへと向ける視線は男性とは別のそれだった。この手法は肖像画には使われなかった。女性をそのように表現する形式はアメリカの美術史家たちや保守的な社会からはほとんど忘れられてしまい、19世紀後半に始まり、急速に発展した「新しい女」に対する反応はなかった。アンナ・リー・メリットもこのような花に囲まれた女性を描いた画家の1人である。彼女は、チャールズ・コートニー・カランやロバート・リードといった同じようなシンボリズムを駆使した絵を描いた男性作家の名を挙げ、「『高貴な人たちの気だるさ、疲れて物憂いときの静かさや反応がある』ことに注目し、『偉大な女性』として花を見ている」と語っている。エマ・ランパート・クーパーも、高度な教育を受けた女性の1人で、児童書の挿絵や模型と花の絵を描くことから始め、風景画家や学者としても成功をおさめた。画家として成功することが難しいことをわかっていたクーパーは、よく女性に戒めとしてその困難を語ったが、彼女自身そう言えるのはニューヨーク州ロチェスターで成功し、ヨーロッパに留学できたからだった。

## 新しい女と日本
日本では1911年に『人形の家』が初演され、1912年には平塚らいてうが読売新聞紙上にて『新しい女』の連載を開始する。『青鞜』の平塚たちが展開する婦人解放運動と共に、この頃より「新しい女」の語が有名になった。しかしこの年に、彼女たちが見学のため遊郭をのぞいたことが新聞に掲載されて世間の風当たりが強まり、「新しい女」は青鞜の関係者を蔑んで言う言葉になったこともあった。
1913年、当時17歳だった伊藤野枝は『青鞜』に「新らしき女の道」という文章を寄稿している。
新しき女は今までの女の歩み古した足跡をいつまでもさがして歩いては行かない。新らしい女には新らしい女の道がある。新らしい女は多くの人々の行止まった処より更に進んで新らしい道を先導者として行く。〔中略〕先導者としての新らしき女の道は畢竟苦しき努力の連続に他ならないのではあるまいか。